# تسوتسوی یاسوتاکا
تسوتسوی یاسوتاکا (به ژاپنی: 筒井 康隆 Tsutsui Yasutaka)؛ زادهٔ ۲۴ سپتامبر ۱۹۳۴) رمان‌نویس علمی–تخیلی اهل ژاپن است.